# Хаккода
Гори Хаккода (яп. 八甲田山, Хакко:да-сан) — гірський хребет в Японії, розташований на південь від міста Аоморі у північній частині острова Хонсю. У хребет входить близько двох десятків стратовулканів і вулканічних куполів, сформованих переважно андезитами, дацитами і базальтами. В історичні часи не відбувалося виверження вулканів, хоча зафіксована невелика фреатична активність (викид пари, води, каменів і попелу). Вулкани складають дві групи, північну і південну. Обидві сформувалися в плейстоцені, але південна група за оцінками геологів старіша. Найвищою точкою хребта є вулкан О-даке заввишки 1585 м. До рівня 1300 метрів гори Хаккода покриті лісом упереміш з вересовими пустками, далі починається альпійський пояс. Є високогірні ставки і болота. Взимку в горах випадає багато снігу, що приваблює лижників. Біля підніжжя гір Хаккода розташовано декілька онсенів (гарячих джерел). Разом з озером Товада і долиною річки Оірасе гори Хаккода утворюють національний парк Товада-Хатімантай.

## Список вершин
| Назва                  | Висота   |
| ---------------------- | -------- |
| О-даке 大岳            | 1585 м   |
| Такада-О-даке 高田大岳 | 1552 м   |
| Ідо-даке 井戸岳        | 1 537 м  |
| Акакура-даке 赤倉岳    | 1521 м   |
| Ко-даке 小岳           | 1478 м   |
| Іо-даке 硫黄岳         | 1360 м   |
| Тамояті-даке 田茂萢岳  | 1 324 м  |
| Мае-даке 前嶽          | 1251,7 м |
| Хіна-даке 雛岳         | 1240,3 м |
| Ісікура-даке 石倉岳    | 1202 м   |

| Назва                         | Висота   |
| ----------------------------- | -------- |
| Кусі-ґа-Міне 櫛ヶ峯           | 1516,5 м |
| Норікура-даке 乗鞍岳          | 1450 м   |
| Кома-ґа-Міне 駒ヶ峯           | 1416 м   |
| Сарукура-даке 猿倉岳          | 1353,6 м |
| Еко-даке 横岳                 | 1339,4 м |
| Намбу-Акакура-даке 南部赤倉岳 | 1290 м   |
| Мінамідзава-даке 南沢岳       | 1198,8 м |
| Сакасаґава-даке 逆川岳        | 1183 м   |

## Події

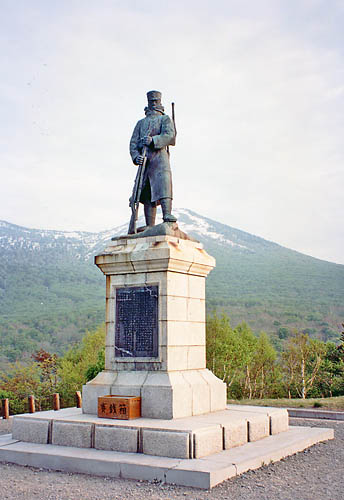
Пам'ятник капралу Ґото в горах Хаккода. Після катастрофи на навчаннях йому довелося ампутувати обмороженні пальці на руках та обидві ноги

У січні 1902 року в гори Хаккода на навчання вирушило 210 солдатів 5-го піхотного полку 8-ї дивізії імператорської армії. Японці планували війну з Російською імперією і хотіли набратися досвіду для армійських операцій в холодному і сніжному кліматі, з яким вони очікували зіткнутися в Сибіру і Маньчжурії. Навчання закінчилися катастрофою, оскільки непідготовлені солдати, в яких не було лиж, потрапили в снігову бурю і заблукали. Вибратися з глибокого снігу вони не зуміли, і за кілька днів 199 осіб замерзло на смерть. Пошукові групи, що вирушили прочісувати район, урешті-решт натрапили на капрала Фусаносуке Ґото (яп. 後藤房之助), а потім і на решту тих, хто вижив. Після їхнього порятунку протягом 10 тижнів проводився пошук тіл і покинутого обладнання. Капралові Ґото, першому з виявлених рятувальниками уцілілих солдатів, у 1906 році був вставлений пам'ятник. У 1971 році письменник Дзіро Нітта описав загибель японського полку в напівдокументальній книзі «Смертельні поневіряння в горах Хаккода» (яп. 八甲田山死の彷徨, Хакко:да-сан сі но хо:ко:), за якою через шість років був знятий фільм «Гори Хаккода» (яп. 八甲田山).
У 1997 році в горах на навчаннях загинуло ще троє солдатів, які надихалися вулканічними випарами.